# Henry Clifton Sorby

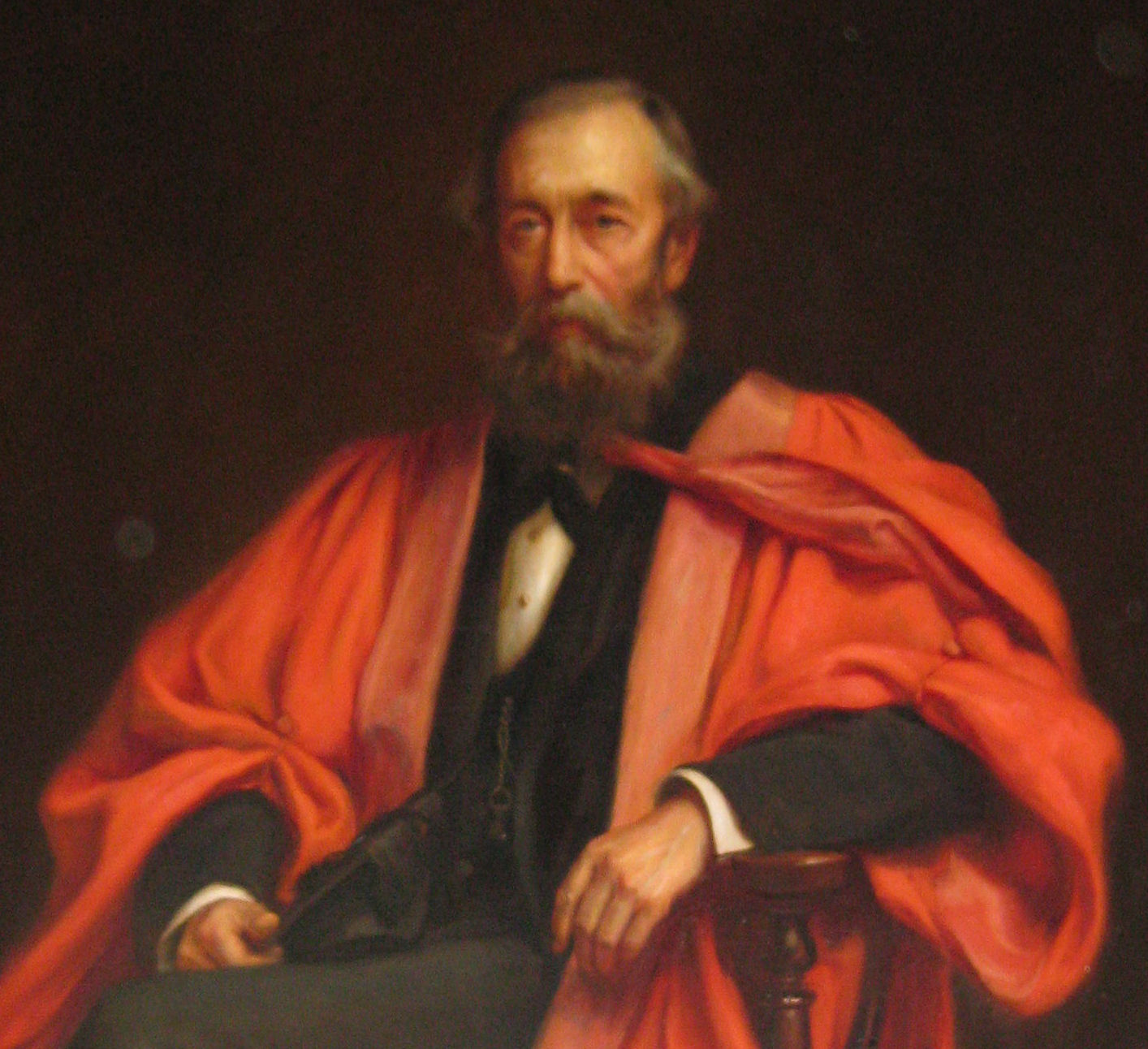
Henry Clifton Sorby
Porträt in Mappin Hall, University of Sheffield

Henry Clifton Sorby (* 10. Mai 1826 in Woodbourne bei Sheffield; † 10. März 1908 in Sheffield) war ein englischer Naturforscher.

## Leben
Sorby besuchte die Kollegiatschule in Sheffield und widmete sich dann naturwissenschaftlichen Studien auf seinem Gut Broomfield bei Sheffield. Er erreichte bedeutende Erfolge insbesondere durch die Anwendung mikroskopischer Forschungen auf physikalische Objekte und auch physikalischer Methoden auf geologische Probleme.
Sorby wies zuerst auf die mikroskopische Untersuchung der Kristalle und Gesteine, sowie auf deren Wichtigkeit für theoretische Schlussfolgerungen, hin. Er konnte damit die mechanische Entstehung der Schieferung nachweisen. Er veröffentlichte seine ersten darauf bezüglichen Arbeiten 1858 im „Quarterly Journal of the Geological Society“ (Bd. XIV) unter dem Titel On the microscopic structure of crystals, indicating the origin of minerals and rocks. Er wandte auch zuerst die Spektralanalyse auf mikroskopische Untersuchungen an und konstruierte ein Spektroskop zur Analyse gefärbter Flüssigkeiten, wie z. B. Blut. Seine Untersuchungen zur mikroskopischen Beschaffenheit des Stahls und der Meteoriten sind ebenfalls von hohem Wert. Sorby gilt als Begründer der Kunde der Sedimente, der Sedimentologie.
Die ersten Versuche mit Dünnschliffen gehen nach Bořický auf ihn zurück. Sorby publizierte diese Methode erstmals 1858 in einem Aufsatz im Journal der Geological Society von London.
Henry Clifton Sorby starb am 10. März 1908 auf seinem Landsitz Broomfield bei Sheffield. Er wurde im Kirchhof von Eccleshall begraben.

## Ehrungen
1857 wurde er als Mitglied („Fellow“) in die Royal Society gewählt, die ihm 1874 die Royal Medal verlieh. Sorby war auch Mitglied der Geological Society of London, die ihn 1869 mit der Wollaston-Medaille auszeichnete. 1872 erhielt er die Goldmedaille der Niederländischen Gesellschaft der Wissenschaften. 1892 wurde er in die American Academy of Arts and Sciences gewählt. Von der Universität Cambridge erhielt er einen Ehrendoktor. Sorby war Präsident der Royal Microscopical Society. Er war der erste Präsident der Yorkshire Naturalists Union. Er war der erste Präsident der Mineralogical Society of Great Britain and Ireland.
Nach ihm sind Dorsa Sorby, eine Gruppe von Höhenrücken auf dem Mond, Sorbit, ein Gefüge des Stahls, und das Mineral Sorbyit benannt.